# Zweden op het Eurovisiesongfestival 1987
Melodifestivalen 1987 was de 26ste editie van de liedjeswedstrijd die de Zweedse deelnemer voor het Eurovisiesongfestival oplevert. Er werden 1502 liedjes ingestuurd. De winnaar werd bepaald door de jury gesorteerd op leeftijd. Voor het Songfestival in Brussel werd de titel van het winnende lied veranderd in Boogaloo omdat het twee merknamen bevatte (een kauwgommerk en frisdrankenmerk).

## Uitslag
| Nr. | Artiest                      | Lied                       | Songwriters                                             | Ptn | Plaats |
| --- | ---------------------------- | -------------------------- | ------------------------------------------------------- | --- | ------ |
| 1   | Sound of Music               | Alexandra                  | Peter Grönvall, Angelique Widengren, Nanne Nordqvist    | 44  | 4de    |
| 2   | Annica Jonsson               | Nya illusioner             | Mikael Wendt och Christer Lundh                         | -   | -      |
| 3   | Cyndee Peters                | När morgonstjärnan brinner | Bobby Ljunggren, Håkan Almqvist, Ingela 'Pling' Forsman | 46  | 3de    |
| 4   | Paul Sahlin & Anne Kihlström | Ung och evig               | Paul Sahlin, Alf Brink                                  | -   | -      |
| 5   | Jan-Eric Karlzon             | Flyktingen                 | Jan-Eric Karlzon, Kenth Larsson                         | -   | -      |
| 6   | Baden-Baden                  | Leva livet                 | Anders Nylander, Margareta Karlsson                     | -   | -      |
| 7   | Arja Saijonmaa               | Högt över havet            | Lasse Holm                                              | 58  | 2de    |
| 8   | Robert Wells                 | Sommarnatt                 | Göran Folkestad, Jan-Olov Ståhl                         | -   | -      |
| 9   | Style                        | Hand i hand                | Christer Sandelin, Tommy Ekman                          | 29  | 6de    |
| 10  | Lena Philipsson              | Dansa i neon               | Tim Norell, Peo Thyrén, Ola Håkansson                   | 43  | 5de    |
| 11  | Anna Book                    | Det finns en morgondag     | Jan Askelind, Ingela 'Pling' Forsman                    | -   | -      |
| 12  | Lotta Engberg                | Fyra Bugg & en Coca Cola   | Mikael Wendt, Christer Lundh                            | 59  | 1ste   |

### Jurering
| Lied                       | 15-20 | 20-25 | 25-30 | 30-35 | 35-40 | 40-45 | 45-50 | 50-55 | 55-60 | Total |
| -------------------------- | ----- | ----- | ----- | ----- | ----- | ----- | ----- | ----- | ----- | ----- |
| Alexandra                  | 10    | 1     | 10    | 6     | 8     | 4     | 2     | 1     | 2     | 44    |
| När morgonstjärnan brinner | 6     | 10    | 4     | 4     | 1     | 1     | 8     | 6     | 6     | 46    |
| Högt över havet            | 8     | 2     | 2     | 8     | 6     | 8     | 10    | 10    | 4     | 58    |
| Hand i hand                | 1     | 8     | 1     | 2     | 2     | 6     | 4     | 4     | 1     | 29    |
| Dansa i neon               | 4     | 4     | 8     | 10    | 4     | 2     | 1     | 2     | 8     | 43    |
| Fyra Bugg & en Coca Cola   | 2     | 6     | 6     | 1     | 10    | 10    | 6     | 8     | 10    | 59    |

## In Brussel
In België moest Zweden optreden als 6de, voor Italië en na gastland België. Aan het einde van de puntentelling was Zweden 12de geworden met een totaal van 50 punten. Men kreeg 1 keer het maximum van de punten. Men ontving van  België 1 punt en van Nederland geen punten.

### Gekregen punten

#### Finale
| 12 punten | 10 punten | 8 punten             | 7 punten                         | 6 punten |
| --------- | --------- | -------------------- | -------------------------------- | -------- |
| - Israël  |           | - IJsland            | - Cyprus - Denemarken - Portugal |          |
| 5 punten  | 4 punten  | 3 punten             | 2 punten                         | 1 punt   |
|           |           | - Frankrijk - Italië | - Turkije                        | - België |

### Punten gegeven door Zweden

#### Finale
Punten gegeven in de finale:
| 12 punten | Ierland             |
| 10 punten | Noorwegen           |
| 8 punten  | Denemarken          |
| 7 punten  | Duitsland           |
| 6 punten  | Griekenland         |
| 5 punten  | Verenigd Koninkrijk |
| 4 punten  | Israël              |
| 3 punten  | Finland             |
| 2 punten  | Cyprus              |
| 1 punt    | Italië              |